# やすとも・淳のクイズレ
『やすとも・淳のクイズレ』（やすとも・あつしのくいずれ）は、MBS（関西ローカル）で2022年7月27日から不定期で放送されているクイズ番組&バラエティ番組である。

## 出演者
- 海原やすよ ともこ - MC
- 田村淳（ロンドンブーツ1号2号） - MC
- 浅越ゴエ - 進行

## スタッフ

### 最新回のスタッフ
- ナレーション：松本麻衣子（MBSアナウンサー）、藤田勇児（共に#1-）
- 構成：武輪真人、やまだともカズ、くらやん（共に#1-）
- TM：竹本友亮（MBS、#2-）
- TD/SW：桜井康行（MBS、#1-）
- VE：星田裕司（MBS、#3,6-）
- MIX：常岡千波（サウンドエースプロダクシヨン、#4-、#3はAUD）
- CAM：川治諒祐（#4,5,7）
- LD：藤森彩（#2-4,6-）
- AUD：外島真由美（サウンドエースプロダクシヨン、#5-、#3,4はMIX）
- VR：西田恭敬（#1-）
- CG：井上洸佑（#6-、#2-4はVR）、正冨大樹（#5-、#1はVR）
- MA：衛藤恒明（戯音工房、#1-）
- SE：山本大輔（戯音工房、#1-）
- EED：村井充（MBS、#1-）、加藤丈晴（MBS、#3-）、赤羽直樹（マウス、#3-5,7）、工藤雄貴（マウス、#2,7）
- TK：前田典子（#1-）
- 技術協力：トラッド、タイムリー、View、放送映画、戯音工房、マウス（放送映画・戯音・マウス→#1-、トラッド→#1-5,7、タイムリー→#4,6-、View→#4,7）
- 美術：岡久世（#1-）
- タイトル：高橋淳、杉浦菜帆（共に#1-）
- 協力：一歩本舗、BAX、CREA5、SUNFLAP X1、グリーンアート、新光企画、高津商会、インターナショナルクリエイティブ、東京衣裳、堺かつら、MBS企画、マニューバー、京阪商会、タイトルラボ／JOYSOUND（グリーン・新光・高津・インター・堺・ラボ・MBS企画→#1-、CREA5・SUN・京阪→#2-、一歩→#2,3,7、BAX→#2,4,7、東京・マニ→#4-、JOY→#7）
- 宣伝：大澤久美（MBS、#5-）
- HP(#2-)：菅野祐介（#2-）
- 編成：小竹聡美（MBS、#2-）
- リサーチ：勝浦慎吾、神庭誠、小林広美（勝浦・神庭・小林→#1-）、いいのりさ、西尾優希菜（いい・西尾→#2-）
- AD：柿坂陽美（#1-）、秦野翔吾（#2-）、山本章太、小坂龍之介、嵐柴育人（共に#7）
- AP：吾妻真由子（D-REC、#1-）
- デスク：西城栄里（MBS、#1-）
- MP：原田義之（MBS、#1-）
- キャスティング：松本みゆき（MBS、#1-）
- ディレクター：空口一城（一歩本舗）、光岡麦（Dmark）、安本浩太（CREA5）、丹羽弘二（SUNFLAP X1）、竹本剛志（D-REC）、山本康太（丹羽・安本→#1-、竹本→#1-5,7、#6は演出、空口・光岡→#2,7、光岡→#4は演出、山本→#4,6-）
- 演出：津田真吾（D-REC、#1,7）
- 演出/プロデューサー：木邑裕介（D-REC、#1-）
- プロデューサー：小林雄志（MBS、#1-）、田中紗弥（吉本興業、#1-）
- チーフプロデューサー：中村武史（MBS、#2-）
- 制作協力：ディーレック、吉本興業（共に#1-）
- 制作著作：MBS

### 過去のスタッフ
- TM：喜多良平（MBS、#1）
- VE：奥川遼（#1）、田村太平（#2）、川崎裕貴（#4,5）
- MIX：石田良馬（MBS、#1,2）
- CAM：中園幸裕（#1,6）、上田一路（MBS、#1）、永間淳也（MBS、#2）、塚田哲矢（MBS、#3）
- ENG：西脇靖記（トラッド、#1-5）、信田将志（ピースリー本舗）、藤原圭（EYEZEN）（共に#2）、中喜志治（ピースリー本舗、#3）、山口聡生（#4）、蒲田実（テレプロ、#5）、福田禎之（トラッド）、宮下清仁（テレプロ）（共に#5,6）
- AUD：中家正智（#1）、湊剛一（#2）、北埜麻美（#3）
- LD：木村圭祐（#1）
- VR：佐野順（#2）
- CG：田中裕司（#1-4）、木戸勇太（#5、#1はVR）
- EED：岸本元博（MBS、#1,2,4）、今井純（#1,3,5）、利岡正義（マウス、#1）、森本拓也（#2,3）、北村真智子（MBS、#3）、川上忠士（MBS、#4）、佐藤友彦（マウス）、矢野めぐみ（共に#6）
- 技術協力：PPP本舗（#2,3）、EYEZEN（#2,5,6）、関西東通（#3）、KOA（#4-6）、テレプロ（#5）
- フードコーディネーター(#3)：落香奈己、西村尚子（共に#3）
- イラスト(#2-5)：濱元紗季（#2-5）
- タイトル：島田貴絵、樋口鈴乃（マウス）（共に#3、#1はEED）、四方由季（#4）、由本真穂（#4,5）、中嶋恵子（#5）、廣瀬康次郎、玉川愛美（共に#6）
- 協力：舞夢プロ（#1-5）、キャストプラン（#1）、アイデアリミックスクラブ（共に#2,4）、東映太秦映画村、大阪ブライダル専門学校（共に#2）、力餅食堂、らくらく亭、藤田商店（共に#3）
- 宣伝：高橋雅則、冨田潤（共にMBS、#1）、古川範子（MBS、#2-4）
- 編成：藤原大輔（MBS、#1）
- AD：田中祐一朗（#1-6）、松橋佳子（#3）
- ディレクター：橋本慈之（D-REC、#1,2）、近藤拓也（一歩本舗、#1）、節田和樹、西野遥香（D-REC）（節田・西野→#1-4,6）、加島あずさ（D-REC、#2-5）、中嶋聡美（#3）
- 演出：杉浦圭太（D-REC、#1-3,5）